# Llista dels ministres d'Andorra
El que segueix és la llista dels ministres d'Andorra.

## Gabinet actual

### Legislatura 2023 - 2027
| Ministeri                                                   | Titular               |
| ----------------------------------------------------------- | --------------------- |
| Cap de Govern                                               | Xavier Espot Zamora   |
| Presidència, Economia, Treball i Habitatge                  | Conxita Marsol Riart  |
| Relacions Institucionals, Educació i Universitats           | Ladislau Baró Solà    |
| Finances                                                    | Ramon Lladós Bernaus  |
| Turisme i Comerç                                            | Jordi Torres Falcó    |
| Afers Exteriors                                             | Imma Tor Faus         |
| Justícia i Interior                                         | Ester Molné Soldevila |
| Territori i Urbanisme                                       | Raul Ferré Bonet      |
| Afers Socials i Funció Pública                              | Trini Marín González  |
| Salut                                                       | Helena Mas Santuré    |
| Medi Ambient, Agricultura i Ramaderia i Portaveu del Govern | Guillem Casal Font    |
| Cultura, Joventut i Esports                                 | Mònica Bonell Tuset   |

## Història

### Legislatura 2019 - 2023
| Ministeri                                         | Titulars                 |
| ------------------------------------------------- | ------------------------ |
| Ministeri                                         | 22 de maig del 2019      |
| Presidència, Economia i Empresa                   | Jordi Gallardo Fernàndez |
| Finances i Portaveu                               | Eric Jover Comas         |
| Afers Exteriors                                   | Maria Ubach Font         |
| Justícia i Interior                               | Josep Maria Rossell Pons |
| Ordenament Territorial                            | Jordi Torres Falcó       |
| Afers Socials, Habitatge i Joventut               | Víctor Filloy Franco     |
| Medi Ambient, Agricultura i Sostenibilitat        | Sílvia Calvó Armengol    |
| Turisme                                           | Verònica Canals Riba     |
| Salut                                             | Joan Martínez-Benazet    |
| Educació i Ensenyament Superior                   | Ester Vilarrubla Escales |
| Cultura i Esports                                 | Sílvia Riba González     |
| Funció Pública i Simplificació de l'Administració | Judith Pallarés Cortés   |

### Legislatura 2015 - 2019
Les Eleccions al Consell General d'Andorra de 2015 se celebraren l'1 de març del 2015. Els ministres apareixen segons l'ordre de preferència en cas d'absència del Cap de Govern d'Andorra, Antoni Martí i Petit. El cap de Govern nomena els membres del Govern al dia 1 d'abril 2015.

| Ministeri                                             | Titulars                      | Titulars                      | Titulars              |
| ----------------------------------------------------- | ----------------------------- | ----------------------------- | --------------------- |
| Ministeri                                             | 1 d'abril del 2015            | 22 de juliol del 2016         | 15 desembre del 2016  |
| Finances                                              | Jordi Cinca Mateos            |                               |                       |
| Afers Exteriors                                       | Gilbert Saboya Sunyé          |                               |                       |
| Administració Pública, Transports i Telecomunicacions | Jordi Alcobé Font             |                               |                       |
| Justícia i Interior                                   | Xavier Espot Zamora           |                               |                       |
| Salut, Afers socials i Ocupació                       | Maria Rosa Ferrer Obiols      |                               |                       |
| Turisme i Comerç                                      | Francesc Camp Torres          |                               |                       |
| Ordenament Territorial                                | Jordi Torres Falcó            |                               |                       |
| Medi Ambient, Agricultura i Sostenibilitat            | Sílvia Calvó Armengol         |                               |                       |
| Educació i Ensenyament Superior                       | Eric Jover Comas              |                               |                       |
| Cultura, Joventut i Esports                           | Olga Gelabert Fàbrega         |                               |                       |
| Salut                                                 | Ministeri creat el 22-01-2016 | Carles Álvarez Marfany        |                       |
| Afers Socials, Justícia i Interior                    | Ministeri creat el 22-01-2016 | Xavier Espot Zamora           |                       |
| Funció Pública i Reforma de l'Administració           |                               | Ministeri creat el 15-12-2016 | Eva Descàrrega Garcia |

### Legislatura 2011 - 2015
| Ministeri                 | Titulars                     | Titulars                    | Titulars                    | Titulars                      |
| ------------------------- | ---------------------------- | --------------------------- | --------------------------- | ----------------------------- |
| Ministeri                 | 13 de maig de 2011           | 20 de juliol de 2011        | 24 de juliol de 2012        | 9 de gener de 2013            |
| Finances i Funció Pública | Jordi Cinca i Mateos         | Jordi Cinca i Mateos        | Jordi Cinca i Mateos        | Jordi Cinca i Mateos          |
| Economia i Territori      | Jordi Alcobé i Font          | Jordi Alcobé i Font         | Jordi Alcobé i Font         | Jordi Alcobé i Font           |
| Afers Exteriors           | Gilbert Saboya i Sunyé       | Gilbert Saboya i Sunyé      | Gilbert Saboya i Sunyé      | Gilbert Saboya i Sunyé        |
| Justícia i Interior       | Marc Vila i Amigó            | Marc Vila i Amigó           | Xavier Espot Zamora         | Xavier Espot Zamora           |
| Salut i Benestar          | Cristina Rodríguez i Galan   | Cristina Rodríguez i Galan  | Cristina Rodríguez i Galan  | Cristina Rodríguez i Galan    |
| Educació i Joventut       | Roser Suñé i Pascuet         | Roser Suñé i Pascuet        | Roser Suñé i Pascuet        | Roser Suñé i Pascuet          |
| Turisme i Medi Ambient    | Francesc Camp i Torres       | Francesc Camp i Torres      | Francesc Camp i Torres      | Francesc Camp i Torres        |
| Cultura                   | Ministeri creat el 20-7-2011 | Albert Esteve i García      | Albert Esteve i García      | Albert Esteve i García        |
| Presidència               | Ministeri creat el 9-1-2013  | Ministeri creat el 9-1-2013 | Ministeri creat el 9-1-2013 | Antoni Riberaygua i Sasplugas |